# 邻甲酚
邻甲酚（英語：o-Cresol，ortho-Cresol）是结构式为CH3C6H4(OH)的有机化合物，常温下为无色固体，是很多其它化合物合成的中间体。邻甲酚是苯酚的衍生物，同分异构体有对甲酚（p-cresol）和间甲酚（m-cresol）。